# Tahdzibichén (Yaxcabá)
Tahdzibichén es una localidad del municipio de Yaxcabá en Yucatán, México.

## Toponimia
El nombre (Tahdzibichén) proviene del idioma maya.

## Datos históricos
- En 1921cambia su nombre de Tacchibichén a Tahdzibichén.
- En 1923 pasa del municipio de Sotuta al de Yaxcabá.

## Demografía
Según el censo de 2005 realizado por el INEGI, la población de la localidad era de 1567 habitantes, de los cuales 792 eran hombres y 775 mujeres.
| 113                         | 538 | 270 | 358 | 379 | 694 | 798 | 709 | 1255 | 1450 | 1544 | 1567 |
| (Fuente: INEGI [Consultar]) |     |     |     |     |     |     |     |      |      |      |      |